# Catastenus rufithorax
Catastenus rufithorax là một loài tò vò trong họ Ichneumonidae.